# Tod Williams (Architekt)
Tod Williams (geb. 1943, Detroit, Michigan) ist ein US-amerikanischer Architekt. Mit seiner Ehefrau und Partnerin Billie Tsien führt er die Architektenfirma Tod Williams Billie Tsien Architects. Sie wurden 2019 mit dem japanischen Praemium Imperiale ausgezeichnet.

## Leben
Tod Williams wurde 1943 in Detroit, Michigan geboren. Er erwarb seinen Undergraduate, MFA und Master of Architecture an der Princeton University, New Jersey nachdem er an der Cranbrook School in Bloomfield Hills graduiert hatte. Er ist der Vater von Model Rachel Williams und Filmemacher Tod "Kip" Williams. Beide stammen aus der Ehe mit seiner ersten Frau, der Tänzerin Patricia Agnes Jones, die er in Princeton kennengelernt hatte. Williams ist ein Fellow der American Academy in Rome und ist ein Treuhänder der Cranbrook Educational Community. Er wurde in die American Academy of Arts and Letters, die American Philosophical Society (2017) und die American Academy of Arts and Sciences aufgenommen.